# 叶铭汉
叶铭汉（1925年4月2日—2024年10月4日），男，上海人，中国实验高能物理学粒子探测技术专家，中国工程院院士，中国科学院高能物理研究所前所长。

## 生平
叶铭汉的叔父為中国近代物理学奠基人之一叶企孙。
叶铭汉1937年畢業於上海萨赛坡小学，1940年於震旦大学附中初中部畢業，1944年重庆中央大学师范学院附中高中部畢業，隨後考入西南联大土木系，1946年因西南联大解散，叶铭汉以转系考核转入清华大学物理系繼續學業，1949年畢業於清华大学物理系。
1949年7月參加工作，1989年6月加入中国民主同盟。1950年開始先後在中國科學院近代物理研究所、物理研究所、原子能研究所、高能物理研究所工作，歷任研究員、研究室主任、高能所所長（1984-1988年）。1996年起擔任中國高等科學技術中心學術主任，組織物理學前沿問題和環境科學的學術研討會與學術交流。
1995年，获选中国工程院信息与电子工程学部院士。